# K. J. Bishop
Kirsten Jane Bishop este o scriitoare australiană de science fiction. Lucrările ei sunt semnate doar K. J. Bishop. Pe lângă scris, este preocupată și de artele vizuale. În 2004, primul ei roman, The Etched City, a fost nominalizat la Premiul World Fantasy. Romanul a apărut și în România, în 2006, la editura Tritonic, cu titlul "Orașul gravat", în traducerea lui Mihai Samoilă și Mircea Pricăjan.

### Romane
- The Etched City (2003)
- Black Dog (în lucru)[necesită citare]
- The Floating World (în lucru - colaborare cu Preston Grassmann)[necesită citare]

### Povestiri
- "The Art of Dying" (1997)
- "The Love of Beauty" (1999)
- "The Memorial Page" (2002)
- "On the Origins of the Fragrant Hill" (2002)
- "Beach Rubble" (2003)
- "Maldoror Abroad" (2003)
- "Reminiscence" (2003)
- "Alsiso" (The Alsiso Project, 2004)
- "We the Enclosed" (2004)
- "MINOTAUR BLUES"[1]

## Premii
- 2004 – Premiul William L. Crawford pentru roman de debut
- 2004 - Premiul Ditmar pentru cel mai bun roman
- 2004 - Premiul Ditmar pentru cel mai talentat debutant [2]